# Степанов Павло Борисович
Павло Борисович Степанов (* 1 жовтня 1951, Київ, Українська РСР) — український кінооператор.

## Біографія
Народився в родині службовця. Закінчив операторський факультет Київського державного інституту театрального мистецтва ім. І.Карпенка-Карого (1973). 
З 1973 р. — оператор Київської кіностудії ім. О. П. Довженка. 
Член Національної Спілки кінематографістів України.

## Зняв фільми
асистент оператора:
- «Білий птах з чорною ознакою» (1970)
- «Іду до тебе...» (1971);

оператор-постановник:
- «Фотографії на стіні» (1977, т/ф, Одеська кіностудія; у співавт. з А. Владимировим)
- «Затяжний стрибок» (1979)
- «Чорна курка, або Підземні жителі» (1980, у співавт. з А. Владимировим. Перший приз XII Міжнародного кінофестивалю, Москва, 1981; І приз XVI Всесоюзного кінофестивалю, Вільнюс, 1981)
- «Капітан Фракасс» (1984, у співавт. з А. Владимировим),
- «Звинувачення» (1984, у співавт. з А. Владимировим)
- «Фантастична історія» (1988, у співавт. з А. Владимировим)
- «Яма» (1990, у співавт. з А. Владимировим) та ін.